# La Rivière-Enverse
La Rivière-Enverse là một xã trong tỉnh Haute-Savoie thuộc vùng Rhône-Alpes đông nam Pháp.